# Mohammad-Reza Kolahi
Mohammad-Reza Kolahi (1958 – Almere, 15 dicembre 2015) è stato un attivista iraniano, membro dei Mojahedin del Popolo Iraniano ucciso nei Paesi Bassi.

## Biografia
Sospettato di aver compiuto il 28 giugno 1981 un attentato contro il Partito Islamico Repubblicano che causò la morte di 74 ufficiali della Repubblica islamica.
Fuggito dal paese per rifugiarsi nei Paesi Bassi con il falso nome di Ali Motamed, venne ucciso nel dicembre 2015. Diversi osservatori internazionali hanno ipotizzato il coinvolgimento del governo iraniano, che ha però smentito.

Sposato con una donna afghana, aveva un figlio di 17anni al momento della morte.